# Diego Chávez Collins
Diego Chávez Collins (Veracruz, Veracruz, 11 de mayo de 1995-Ciudad Juárez, Chihuahua, 14 de febrero de 2024) fue un futbolista mexicano. Jugaba como centrodelantero y su último equipo fue el Fútbol Club Juárez de la Primera división de México.

## Trayectoria
Se formó en el C. D. Veracruz con el que debutó en el Apertura 2015 y en el que jugaría durante cuatro temporadas. En el 2016 salió en préstamo para jugar con los Bravos de Juárez, donde solamente jugó 4 partidos. Cuando regresó al Veracruz tuvo más actividad y logró consolidarse con los escualos.
En el Torneo Apertura 2019 jugó 11 partidos y marcó dos goles.
En enero de 2020, firmó por los Rayos del Club Necaxa, entidad en la que estuvo durante seis meses, en los que jugó siete partidos y marcó un gol, pero al siguiente torneo no entró en los planes del entrenador.
El 4 de septiembre de 2020, firma con el Salamanca CF UDS de la Segunda División B de España.

## Estadísticas
Actualizado al último partido jugado el 10 de febrero de 2024.
| Veracruz · México                  |               |               |     |    |    |   |   |    |     |    |
| 1ª                                 | 2015          | 0             | 0   | 2  | 0  | - | - | 2  | 0   |    |
| 1ª                                 | 2015-16       | 7             | 1   | 10 | 3  | - | - | 17 | 4   |    |
| 1ª                                 | 2017-18       | 16            | 3   | 5  | 0  | - | - | 21 | 3   |    |
| 1ª                                 | 2018-19       | 33            | 5   | 7  | 3  | - | - | 40 | 8   |    |
| 1ª                                 | 2019          | 11            | 2   | 1  | 1  | - | - | 12 | 3   |    |
| Total club                         | Total club    | 67            | 11  | 25 | 7  | 0 | 0 | 92 | 18  |    |
| F. C. Juárez · México              | 2ª            | 2016-17       | 9   | 0  | 8  | 1 | - | -  | 17  | 1  |
| F. C. Juárez · México              | Total club    | Total club    | 9   | 0  | 8  | 1 | 0 | 0  | 17  | 1  |
| Club Necaxa · México               |               |               |     |    |    |   |   |    |     |    |
| 1ª                                 | 2020          | 7             | 1   | -  | -  | - | - | 7  | 1   |    |
| Total club                         | Total club    | 7             | 1   | 0  | 0  | 0 | 0 | 7  | 1   |    |
| Salamanca UDS · España             |               |               |     |    |    |   |   |    |     |    |
| 3ª                                 | 2020-21       | 23            | 5   | -  | -  | - | - | 23 | 5   |    |
| Total club                         | Total club    | 23            | 5   | 0  | 0  | 0 | 0 | 23 | 5   |    |
| Deportivo Toluca · México          |               |               |     |    |    |   |   |    |     |    |
| 1ª                                 | 2021          | 10            | 2   | -  | -  | - | - | 10 | 2   |    |
| Total club                         | Total club    | 10            | 2   | 0  | 0  | 0 | 0 | 10 | 2   |    |
| Carlos A. Mannucci · Perú          |               |               |     |    |    |   |   |    |     |    |
| 1ª                                 | 2022          | 29            | 3   | 0  | 0  | - | - | 29 | 3   |    |
| Total club                         | Total club    | 29            | 3   | 0  | 0  | 0 | 0 | 29 | 3   |    |
| F. C. Juárez · México              |               |               |     |    |    |   |   |    |     |    |
| 1ª                                 | 2023          | 7             | 1   | -  | -  | - | - | 7  | 1   |    |
| 1ª                                 | 2023-24       | 19            | 1   | -  | -  | 3 | 0 | 22 | 1   |    |
| Total club                         | Total club    | 26            | 2   | 0  | 0  | 3 | 0 | 29 | 2   |    |
| Total carrera                      | Total carrera | Total carrera | 171 | 24 | 33 | 8 | 3 | 0  | 207 | 32 |
| (1)Incluye datos de la Copa México |               |               |     |    |    |   |   |    |     |    |

## Palmarés

### Campeonatos nacionales
| Título                    | Club            | País   | Año  |
| ------------------------- | --------------- | ------ | ---- |
| Copa México Clausura 2016 | Tiburones Rojos | México | 2016 |

## Fallecimiento
Falleció en un accidente automovilístico en la madrugada del 14 de febrero de 2024 en Ciudad Juárez, lugar en donde residía, en el cruce de la calle Antonio J. Bermúdez y avenida Vicente Guerrero. Diego «El Puma» Chávez falleció de forma instantánea de acuerdo a los reportes, al estrellarse su auto compacto modelo 2015 contra un poste, donde el peritaje de las autoridades fue «exceso de velocidad». Su cuerpo fue trasladado al Puerto de Veracruz, en donde fue velado y posteriormente sepultado.